# Ингрэм, Лора
Ло́ра Энн И́нгрэм (англ. Laura Anne Ingraham; род. 19 июня 1963 года) — американская ведущая радио ток-шоу, автор и консервативный политический обозреватель. Её ток-шоу «Лора Ингрэм Шоу» (The Laura Ingraham Show) транслируется на всей территории Соединённых Штатов. Ингрэм также является ведущей The O’Reilly Factor на Fox News Channel и одним из соавторов This Week на ABC.
Дональд Трамп рассматривает кандидатуру Ингрэм в качестве своего пресс-секретаря в Белом доме.

## Ранняя жизнь и карьера
Ингрэм выросла в семье среднего класса в Гластонбери, штат Коннектикут, её родителями были Энн Кэролайн (в девичестве Козак) и Джеймс Фредерик Ингрэм III. Её бабушка и дедушка по материнской линии были польскими иммигрантами, в то время как её бабушка по отцовской линии была ирландского происхождения. Она закончила старшую школу Гластонбери в 1981 году.
Ингрэм получила степень бакалавра искусств Дартмунтского колледжа в 1985 году и степень доктора юридических наук Школы права университета Вирджинии в 1991 году. Как старшекурсник Дартмунтского колледжа она была штатным сотрудником независимой консервативной газеты The Dartmouth Review. На последнем курсе она была главным редактором газеты, а также первым редактором-женщиной. В это время она написала несколько спорных статей, в частности, статью, заявляющую о расистском и непрофессиональном поведении профессора музыки Билла Коула, который позже подал на Ингрэм иск в суд в размере 2,4 миллиона долларов. Иск был урегулирован в 1985 году. Джеффри Харт, факультетский консультант The Dartmouth Review описывал Ингрэм как имеющую «самые крайние анти-гомосексуальные взгляды», утверждая что, «она зашла настолько далеко, что избегала местные закусочные, опасаясь, что официанты были гомосексуалистами». В 1997 году она написала эссе в Washington Post, в котором она заявила, что она изменила свои взгляды на гомосексуальность после свидетельства «достоинства, чести и мужества» с которыми её брат-гей Кертис со своим партнёром справились со СПИДом. Ингрэм заявила, что она поддерживает гражданские союзы, но по прежнему верит в брак «между мужчиной и женщиной».
В конце 80-х Ингрэм работала в администрации Рональда Рейгана составителем речей для советника по внутренний политики. Также она недолго работала редактором в The Prospect, журнале издаваемом Обеспокоенными выпускниками Принстона. После юридической школы, в 1991 году, она работала младшим юристом судьи Ральфа К. Винтера-младшего в Апелляционном суде второго округа, в Нью-Йорке, а затем в помощником Кларенса Томаса в Верховном суде. Затем она работала адвокатов в нью-йоркской юридической фирме «Skadden, Arps, Slate, Meagher & Flom». В 1995 году она появилась на обложке The New York Times Magazine в мини-юбке с леопардовом принтом в сочетании с историей о молодых консерваторах.
В 1996 году она и Джей П. Лефковиц организовали первые выходные Темного века в ответ на выходные Ренессанса.
В конце 1990-х годов Ингрэм стала комментатором на CBS и ведущей программы «Watch It!» на MSNBC. Несколько лет спустя, Ингрэм начала кампанию для другого шоу на кабельном телеканале в её радиопередаче. И наконец, она получила желаемое в 2008 году, когда Fox News Channel дал ей трехнедельный пробный запуск её нового шоу под названием «Just In».
Её книга «Of Thee I Zing» была выпущена в июле 2011 года. В августе 2013 года консервативный журнал Newsmax включил Ингрэм в список «25 самых влиятельных женщин Республиканской партии».

### Ведущая радио-шоу
В апреле 2011 года Ингрэм запустила «Лора Ингрэм Шоу» (The Laura Ingraham Show), которое прозвучало на 306 радиостанциях. Ингрэм также является ведущей «The O’Reilly Factor» на Fox News Channel.
В 2012 году журнал Talkers Magazine назвал Ингрэм номером 5 в радио-шоу Америки. В ноябре 2012 года она объявила о своем уходе из Talk Radio Network, отказавшись продлить свой контракт с TRN после 10 лет работы с сетью. Она сказала, в шутку, что она решила «добиться своей первой любви — современных танцев и ксилофона».

### Книги
- The Hillary Trap: Looking for Power in All the Wrong Places. Впервые книга была опубликована в 2000 году, когда Ингрэм была ведущей ток-шоу на MSNBC. 25 декабря 2005 года книга была обновлена и переиздана. Книга анализирует и переосмысливает Хиллари Клинтон как искусственную феминистку, чей «либеральный феминизм создал культуру, которая вознаграждает зависимость, способствует фрагментации, подрывает семьи и празднует жертвенность».
- Shut Up & Sing: How Elites from Hollywood, Politics, and the UN Are Subverting America была опубликована 25 октября 2003 года. Порицает либеральные элиты в политике, СМИ, научных кругах, искусстве и развлечениях, международных организациях от имени средних американцев, которых автор хвалит как «тип людей, которые являются источником силы здоровых демократических обществ».
- The Obama Diaries, бестселлер номер один по мнению New York Times, опубликован 13 июля 2010 года. Книга представляет собой вымышленную коллекцию записей дневника, якобы сделанных Бараком Обамой, которые Ингрэм использует для саркастической критики Обамы, его семьи и его администрации.
- Of Thee I Zing, бестселлер по мнению New York Times, опубликован 12 июля 2011 года. Книга представляет собой сборник анекдотов, отмечающих снижение американской культуры.

## Личная жизнь
Она встречалась с вещателем Китом Олберманном и бывшим демократическим сенатором Нью-Джерси Робертом Торричелли. В апреле 2005 года она объявила о помолвке с бизнесменом Джеймсом В. Рейсом. Она перенесла операцию рака груди. В мае 2005 года Ингрэм сказала слушателям, что её помолвка была разорвана Рейсом, ссылаясь на вопросы, касающиеся её диагноза. Несмотря на разлад она утверждала, что они остаются хорошими друзьями и что она в добром здравии.
Она приняла Римский католицизм.
В мае 2008 года Ингрэм удочерила девочку из Гватемалы, которую она назвала Мария Кэролайн. В июле 2009 года она усыновила 13-месячного мальчика Михаила Дмитриева. Два года спустя она объявила об усыновлении третьего ребёнка, 13-месячного Николая Петрова. Оба мальчика были из России, страны, где Ингрэм провела значительное время.